# Le Grand-Quevilly
Le Grand-Quevilly é uma comuna francesa na região administrativa da Normandia, no departamento de Sena Marítimo. Estende-se por uma área de 11,11 km². Em 2010 a comuna tinha 26 019 habitantes (densidade: 2 341,9 hab./km²).489 hab/km².